# Mohamed Reza Pahlavi
Mohamed Reza Pahlavi (perzijsko محمدرضا شاه پهلوی), iranski šah, * 26. oktober 1919, Teheran, Perzija (danes Iran), † 27. julij 1980, Kairo, Egipt.
Na prestol je prišel leta 1941 po zavezniški invaziji Irana, ko je bil prisiljen odstopiti njegov oče Reza Šah. Po drugi svetovni vojni je iranski parlament nacionaliziral naftno industrijo v državi, ki je predstavljala temelj britanskih ekonomskih interesov in zahodnega političnega vpliva v državi. Zaradi strahu pred krepitvijo sovjetskega vpliva na območju so ameriške in britanske tajne službe s Pahlavijevo podporo organizirale državni prevrat in poskušale odstaviti vodjo parlamenta, nacionalista Mohameda Mosadeka. Operacija Ajax je bila neuspešna in šah je moral prebegniti v tujino. V Iran se je vrnil po drugem, uspešnem prevratu, v katerem je bil Mosadek odstavljen in postavljen pred sodišče.
Leta 1963 je začel s serijo reform, t. i. belo revolucijo, s katero je moderniziral gospodarstvo in iransko družbo. Med drugim je uvedel zakon o delitvi dobička v industriji, program splošnega opismenjevanja v državnih šolah, volilno pravico za ženske in možnost, da tudi nemuslimansko prebivalstvo pride do državnih služb. Zaradi poskusov sekularizacije družbe, omejevanja tradicionalnih ekonomskih privilegijev in priznanja Izraela je izgubil podporo šiitskih klerikov ter se zapletel v konflikt z vplivnim trgovskim razredom. Poleg tega je postajal v kasnejših letih svoje vladavine vedno bolj avtokratski; vzpostavil je kult osebnosti in zatiral politično opozicijo, njegova vlada pa je bila deležna vedno večjih očitkov zaradi korupcije in ekscesov.
Na čelo upora je prišel ajatola Homeini. Konec leta 1964 so ga oblasti izgnale in naselil se je v Iraku. Prve nasilne demonstracije proti šahu so se začele oktobra 1977 po smrti Homeinijevega sina in v enem letu eskalirale v množičen protest, ki je ohromil državo. Oblasti so demonstracije nasilno zatrle, a upor se ni polegel. Poleg nezadovoljstva nad Pahlavijevo vladavino so bile v ozadju tudi zamere glede zahodnega vmešavanja v notranjo politiko države. Januarja 1979 je Pahlavi po nasvetu sodelavcev z ženo odšel iz države da bi se situacija umirila. Oblast je prevzela začasna vlada, ki je dovolila Homeiniju vrnitev v Iran in pričela izpuščati politične zapornike. Homeini je z močno podporo ljudstva pričel s prevzemom oblasti in v dogodkih, ki jih danes označujemo s skupnim imenom iranska revolucija, je bila do začetka naslednjega leta monarhija ukinjena. Iran je postal islamska republika.
Pahlavi je medtem v tujini iskal zatočišče. Sprva ga je našel pri Anvarju Sadatu v Egiptu, po nekaj selitvah pa je odšel na zdravljenje v Združene države Amerike. To je sprožilo dodatno jezo revolucionarnih oblasti v Iranu, ki so zahtevale njegovo izročitev. Ko je moral zapustiti ZDA, je, zaskrbljen zaradi možnosti izročitve, ponovno prosil za pomoč Sadata, ki mu je ponudil trajno zatočišče. Marca 1980 se je tako vrnil v Egipt, kjer so mu opravili nujni kirurški poseg, a je julija tistega leta kljub temu umrl zaradi limfoma.